# Castilléjie dorée
Castilleja levisecta
Espèce
Classification phylogénétique
La Castilléjie dorée (Castilleja levisecta) est une espèce de plantes herbacées à fleurs, de la famille des Scrophulariaceae selon la classification classique, ou de celle des Orobanchaceae selon la classification phylogénétique.

## Description
C'est une plante herbacée vivace poussant en groupe d'au plus quinze tiges. Les feuilles sont vertes, contenant de la chlorophylle pour la photosynthèse, mais comme d'autres Castillejas c'est un hémiparasite, capable de prélever dans les racines des autres plantes les nutriments et l'eau dont elle a besoin. Les feuilles sont poilues et alternes. L'inflorescence en épi contient de brillantes bractées jaune d'or avec de petites fleurs vertes nichées entre elles. Le fruit est une capsule. C'est la seule espèce de Castillejas à bractées jaune dans la région du Pacifique Nord-Ouest. On pense qu'elle pourrait être pollinisée par les bourdons, comme Bombus californicus. L'espèce n'est presque pas auto-fécondable, et une plante produit beaucoup plus de graines quand on la croise avec une peu liée, comme celles d'une plante d'une population séparée.

## Répartition et habitat
Elle est originaire de la Colombie-Britannique et de l'État de Washington, où on n'en trouve plus que onze pieds. Elle poussait avant dans l'Oregon, mais tous les plants naturels ont disparu,. [Elle a été réintroduite dans un petit nombre de régions dans l'Orégon mais il reste à savoir si ces plants survivront,. La plante est classée en voie de disparition sur la liste fédérale du Canada et inscrite comme menacée aux États-Unis depuis 1997,.
Cette espèce pousse dans les prairies à faible altitude, généralement dans les sols graveleux post-glaciaires. [2] On la trouve souvent aux côtés de la fétuque d'Idaho (Festuca idahoensis) et de la fétuque rouge (F. rubra) et c'est un membre de l'écosystème du chêne de Garry.  Les occurrences restantes canadiennes de l'espèce sont sur l'île Trial et l'îlot Alpha au large de l'île de Vancouver. Il y a neuf populations dans le Washington dans les prairies et les falaises maritimes autour de la région de Puget Sound. La plupart sont sur des îles, dont plusieurs sur l'île Whidbey et une sur San Juan Island.
Ces prairies subissent des incendies périodiques et la plante semble prospérer dans ce régime de brûlis, peut-être parce que les incendies détruisent la végétation la plus haute qui, autrement, rivaliserait avec elle, ou parce qu'ils lui fournissent des éléments nutritifs dans les cendres. Si la plante est adaptée au feu, elle subit les effets négatifs des efforts de lutte contre les incendies. Parmi les autres menaces pour l'espèce figurent la destruction de son habitat à cause du développement résidentiel ou autre, et l'empiètement des espèces de plantes introduites comme la piloselle (Hieracium pilosella), le genêt à balais (Cytisus scoparius) et la marguerite (Leucanthemum vulgare). Elle est aussi victime de sa consommation par les animaux sauvages herbivores, de son piétinement par les randonneurs et des pertes quand elles sont cueillies par les amateurs de fleurs sauvages.

## Conservation
L'espèce a une très grande diversité génétique pour une plante rare, une condition qui la rend moins susceptible de connaître une extinction rapide. Les efforts de conservation sont en cours, notamment des tentatives d'accroître les populations par l'introduction et la réintroduction de plantes dans un habitat approprié, et l'augmentation des populations existantes par la replantation de plusieurs individus. Elle a été réintroduite dans son ancienne aire de répartition dans la vallée de Willamette dans l'Oregon,. Ces populations seront suivies à long terme, il faudra plus de vingt ans, pour évaluer leur état de santé et leur statut.